# Companhia Docas do Rio Grande do Norte
A Companhia Docas do Rio Grande do Norte (Codern) é uma autoridade portuária brasileira que administra e explora os terminais portuários do estado do Rio Grande do Norte. É uma empresa pública do  Governo Federal, vinculada ao Ministério dos Transportes.
Com sede em Natal, no estado do Rio Grande do Norte, a empresa administra o Porto de Natal. Através de sua subordinada APMC - Administração do Porto de Maceió, a companhia também gerencia o Porto de Jaraguá, em Maceió, no estado de Alagoas.

## Histórico

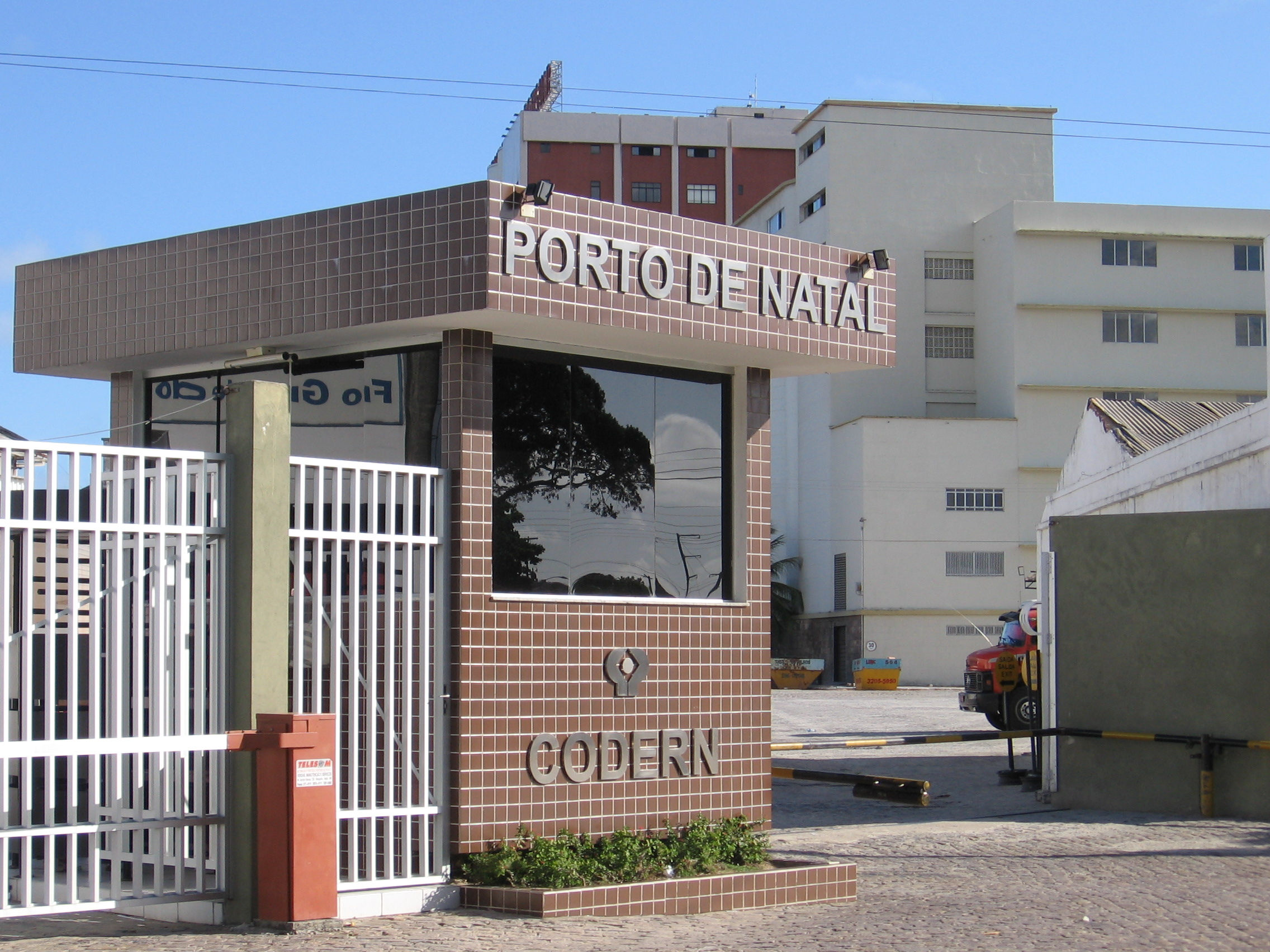
Imagem da entrada do Porto de Natal, onde também fica a sede administrativa da Codern.

Criada em 3 de fevereiro de 1970, a Companhia Docas do Rio Grande do Norte foi vinculada ao Ministério dos Transportes, criada através do Decreto de nº 66.154, de 3 de fevereiro de 1970, publicado no Diário Oficial da União em 6 de fevereiro do mesmo ano.
Inicialmente era denominada como Terminais Salineiros do Rio Grande do Norte - Termisa. No dia 20 de janeiro de 1978 passou a ter uma nova denominação por decisão de uma assembleia geral de acionistas: Companhia Docas do Rio Grande do Norte - CODERN.
A partir de 1983, seguindo a determinação de uma Assembleia Geral de Acionistas da então Empresa de Portos do Brasil (Portobras) de 6 de abril de 1981, a administração do Porto de Natal passou a ser uma atribuição da CODERN.
Quando a Portobras foi extinta, em 1990, o Porto de Maceió vinculou-se à Codern, através de um convênio firmado com a Secretaria Nacional de Transportes – SNT e o Departamento Nacional de Transportes Aquaviários - DNTA. Os portos de Cabedelo e do Recife também foram administrados pela companhia na década de 1990; contudo, as administrações desses portos foram repassadas posteriormente aos respectivos governos locais.
A partir do ano de 2007, a Codern se desvinculou do Ministério dos Transportes e se vinculou a Secretaria de Portos da Presidência da República, ligada à Presidência da República.
Em novembro de 2021, em leilão promovido pela Agência Nacional de Transportes Aquaviários (Antaq) na Bolsa de Valores B3, o Terminal Salineiro de Areia Branca foi arrendado por R$ 100 mil pelo Consórcio Intersal, que vai operá-lo pelo prazo de 25 anos. Com o arrendamento, devem ser investidos cerca de R$ 164 milhões ao longo desse período.

## Portos administrados

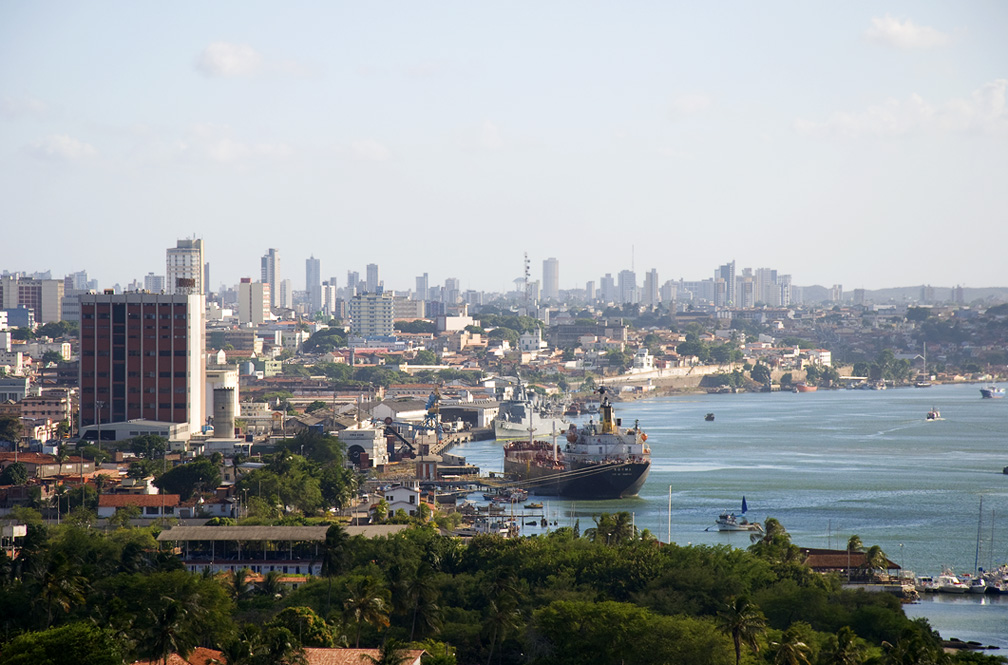
Porto de Natal
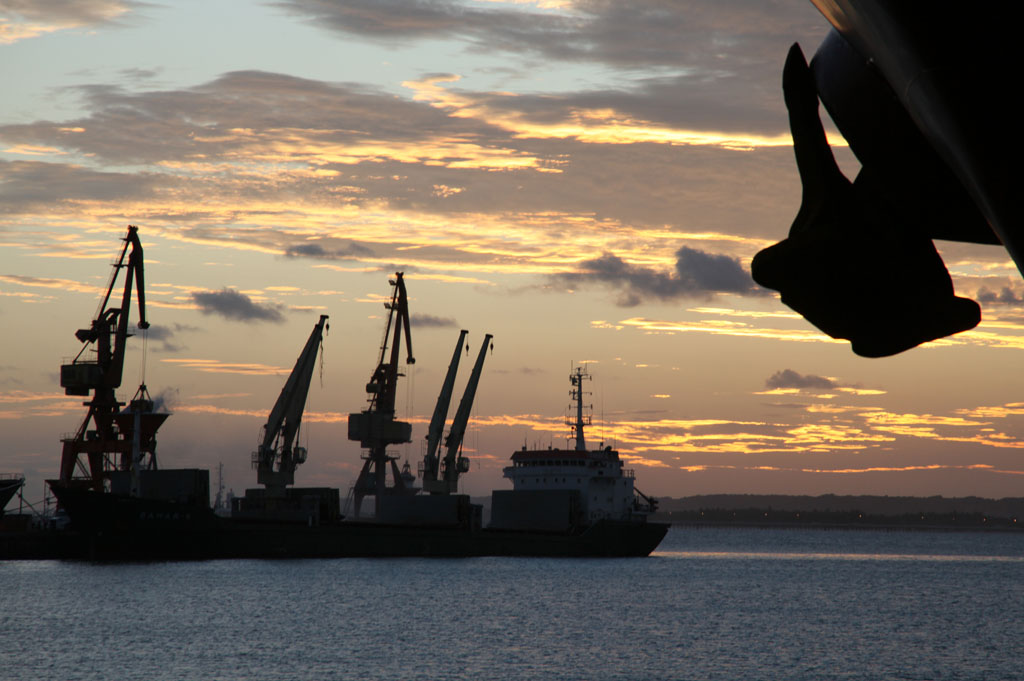
Porto de Jaraguá